# Лінкольн Чейфі
Лінкольн Девенпорт Чейфі (англ. Lincoln Davenport Chafee; нар. 26 березня 1953, Провіденс, Род-Айленд) — американський незалежний політик, який раніше представляв Республіканську партію. 74-й губернатор штату Род-Айленд (2011–2015).

## Біографія

### Ранні роки, освіта та кар'єра
Лінкольн Чейфі народився у Провіденсі, штат Род-Айленд, в сім'ї Вірджинії (уродженої Коутс) і Джона Чейфі. Він навчався в середній школі в Уоріку, приватної денній школі округу Провіденс та Академії Філліпса. У 1975 році отримав ступінь бакалавра мистецтв з антикознавства у Браунівському університеті, де був капітаном команди з боротьби. Потім Чейфі навчався в школі їзди верхи при Університеті штату Монтана у Бозмені. Протягом наступних семи років він працював ковалем на іподромах у США і Канаді.
Прапрадід Чейфі, Генрі Ліппітт, був 33-м губернатором штату Род-Айленд у 1875–1877 роках. Предки Чейфі були одними з перших поселенців Гінгема, штат Массачусетс, перш ніж переїхали на південь до Род-Айленду.

### Політична кар'єра
Чейфі почав свою політичну кар'єру у 1985 році делегатом конституційного конвенту Род-Айленда. Рік по тому він був обраний до міської ради Воріка, де служив до свого обрання на посаду мера Воріка у 1992 році. Цю посаду Чейф займав аж до свого призначення до Сенату США у 1999 році.
Після того, як його батько-сенатор заявив, що не буде домагатися свого переобрання у 2000 році, Лінкольн Чейфі оголосив про свій намір балотуватися до Сенату США. Коли Джон Чейфі раптово помер у жовтні 1999 року, губернатор Лінкольн Алмонд призначив молодшого Чейфі на його місце.
У 2000 році Чейфі був обраний до Сенату США на повний шестирічний термін. На виборах він переміг кандидата від Демократичної партії Роберта Вейганда, набравши 57 % голосів проти 41 % у суперника. На виборах 2006 року Чейфі зазнав поразки від демократа Шелдона Вайтгауса. Вайтгаус набрав 54 % голосів, а Чейфі — 46 %.
Влітку 2007 року Чейфі офіційно вийшов з Республіканської партії. Він сказав, що зробив це через посилення консерватизму в партії, і, зокрема, через скорочення витрат на програми допомоги людям із середнім і низьким рівнем доходів, таких як гранти Пелла і «Гед старт».
У 2008 році Чейфі став членом консультативної ради JStreet, лобістської організації, метою якої є підтримка Ізраїлю та мирне врегулювання арабо-ізраїльського конфлікту.
4 січня 2010 Чейфі офіційно оголосив про свій намір балотуватися на посаду губернатора штату Род-Айленд як незалежний кандидат. 2 листопада 2010 Чейфі переміг на губернаторських виборах шістьох суперників, набравши 36,1 % голосів.

### Політичні позиції
Чейфі виступає проти заборони абортів, проти смертної кари і чартерних шкіл. Він показав деяку готовність відійти від політики суворої боротьби з наркотиками на користь більш м'якого підходу. Чейфі підтримує федеральне фінансування досліджень ембріональних стовбурових клітин. Він був одним з небагатьох республіканців, які голосували проти дозволу буріння нафтових свердловин в Арктичному національному заповіднику. Чейфі був єдиним сенатором-республіканцем, який висловилися на підтримку одностатевих шлюбів. Він також був єдиним республіканцем в Сенаті, який проголосував проти дозволу використання сили в Іраку. 22 червня 2006 він був єдиним республіканцем, який проголосував за поправку Левіна про графік виведення американських військ з Іраку.
Чейфі виступає проти ліквідації федерального податку на нерухомість. Він також проголосував проти обох, 2001 і 2003 років, федеральних законів про скорочення податків. Чейфі виступає за збільшення федерального фінансування охорони здоров'я та підтримує збільшення федерального мінімуму заробітної плати. Він також підтримує контроль за вогнепальною зброєю.

### Особисте життя
Чейфі і його дружина Стефані мають трьох дітей: Луїзу, Калеба і Теа.